# Сериен интерфейс за обмен на данни с натрупване на информацията
Сериен интерфейс за обмен на данни с натрупване на информацията (на английски: Serial AT Attachment), наричан съкратено SATA, е последователен интерфейс на компютърна шина, който свързва адаптери на хост шината към устройства за масово съхранение, като твърди дискове, оптични устройства и твърдотелни устройства. Той е развитие на по-ранния паралелен интерфейс АТА (IDE), който след неговата поява се преименува в паралелен АТА (Parallel ATA, PATA). Серийният интерфейс ATA се превърна в преобладаващ интерфейс за устройства за съхранение. 
Спецификациите за съвместимост на серийната ATA индустрия произхождат от Международната организация за серийни ATA (SATA-IO), която след това се обнародва от Техническия комитет на INCITS T13, AT Attachment (INCITS T13). 

## Конектори
- 7-контактен SATA – за включване на шините за данни
- 15-контактен SATA или 4-контактен Molex – за включване на захранването
- 13-контактен съвместен SATA – 7-контактен за включване на шините за данни и 6-контактен за включване на захранването.

| Контакт №                                           | Назначение              |
| --------------------------------------------------- | ----------------------- |
| 1                                                   | GND                     |
| 2                                                   | A+ (Предаване на данни) |
| 3                                                   | A− (Предаване на данни) |
| 4                                                   | GND                     |
| 5                                                   | B− (Приемане на данни)  |
| 6                                                   | B+ (Приемане на данни)  |
| 7                                                   | GND                     |
| —                                                   | Затворен                |
| A 7-pin Serial ATA data cable.                      |                         |
| 7-контактен кабел за предаване на данни Сериен ATA. |                         |

### Плоски конектори
Започвайки с ревизията на SATA 2.6, е бил определен плосък (тънък, slimline) конектор за устройства с малък размер – оптични устройства за лаптопи. Тънкият захранващ конектор захранва само +5 V, а не +12 V и +3,3 V. 
Има евтини адаптери за конвертиране между SATA и тънки SATA стандарти, разновидности Mobile Rack.
| Контакт № | Контакт № | Ред за включване | Назначение               |
| --------- | --------- | ---------------- | ------------------------ |
| —         | —         | —                | Изравняваща ниша         |
|           | 1         | 3                | Присъствие на устройство |
|           | 2         | 2                | +5 В                     |
|           | 3         | 2                | +5 В                     |
|           | 4         | 2                | Диагностичен извод       |
|           | 5         | 1                | Земя                     |
|           | 6         | 1                | Земя                     |

| Контакт №                                    | Контакт № | Ред за включване | Назначение                                      |
| -------------------------------------------- | --------- | ---------------- | ----------------------------------------------- |
| —                                            | —         | —                | Затворен                                        |
|                                              | 1         | 3                | +3,3 В                                          |
| 2                                            | 3         |                  | +3,3 В                                          |
| 3                                            | 2         |                  | +3,3 В                                          |
|                                              | 4         | 1                | GND                                             |
| 5                                            | 2         |                  | GND                                             |
| 6                                            | 2         |                  | GND                                             |
|                                              | 7         | 2                | +5 В                                            |
| 8                                            | 3         |                  | +5 В                                            |
| 9                                            | 3         |                  | +5 В                                            |
|                                              | 10        | 2                | GND                                             |
|                                              | 11        | 3                | Индикация за активност и/или поетапно завъртане |
|                                              | 12        | 1                | GND                                             |
|                                              | 13        | 2                | +12 В                                           |
| 14                                           | 3         |                  | +12 В                                           |
| 15                                           | 3         |                  | +12 В                                           |
| A 15-pin Serial ATA power connector.         |           |                  |                                                 |
| 15-контактен кабел за захранване Сериен ATA. |           |                  |                                                 |

## Спецификации

### Издание SATA 1.0
Спецификацията SATA 1.0 е представена на 7 януари 2003 г.: Serial ATA-150, до 1,5 Gbit/s, 150 MB/s. Оригиналният стандарт SATA предвижда шина, работеща на честота 1,5 GHz, осигуряваща пропускателна способност (скорост) приблизително 1,2 Gb/s (150 MB/s). (20 %-ната загуба на производителност се дължи на използването на 8b/10b кодираща система, където на всеки 8 бита полезна информация се налагат 2 служебни бита). Пропускателната способност на SATA/150 е незначително по-висока от тази на шината Ultra ATA (UDMA/133).
Основното предимство на SATA пред PATA е използването на серийна (последователна) шина, а не паралелна. Въпреки факта, че методът на сериен обмен по същество е по-бавен от паралелния, в този случай той се компенсира от възможността за работа на по-високи честоти поради липсата на необходимост от синхронизация на канала и по-голяма устойчивост на шум на кабела. Това се постига чрез използване на коренно различен метод за пренос на данни (виж LVDS).

### Издание SATA 2.0
Спецификацията SATA 2.0 (или SATA II, SATA/300) работи на 3 GHz и осигурява скорост до 3 Gb/s (300 MB/s в мрежа за данни с 8b/10b кодиране).

#### Издание SATA 2.5
Издадено е през август 2005 г. SATA версия 2.5 има скорост до 3 Gb/s и объединява спецификацията в един документ.

#### Издание SATA 2.6
Издадено е през февруари 2007 г. SATA версия 2.6 също има скорост до 3 Gb/s и включва описание на тънкия конектор Slimline – компактен конектор за използване в преносими устройства.

### Издание SATA 3.0
Спецификацията SATA 3.0 (или SATA III е представена през юли 2008 г. и осигурява скорост до 6 Gb/s бруто (600 MB/s нето в мрежа за данни с 8b/10b кодиране). Сред подобренията на SATA 3.0, в сравнение с предишната версия на спецификацията, в допълнение към по-висока скорост може да се отбележи подобрено управление на мощността. Също така се запазва съвместимостта, както на нивото на SATA конекторите и кабелите, така и на нивото на протоколите за обмен.

#### Издание SATA 3.1
Новости:
- mSATA (SATA за SSD устройства в мобилни устройства), слот, подобен на PCI Express Mini Card, който е електрически несъвместим.
- Оптично устройство с нулева мощност: в режим на готовност оптичното устройство SATA не консумира енергия.
- TRIM командата на опашката подобрява SSD производителността.
- Необходимото управление на захранването на връзката намалява общата консумация на енергия на множество устройства SATA.
- Функции за хардуерно управление позволява хост-идентифициране на възможностите на устройството.

#### Издание SATA 3.2 (SATA Express)
- SATA Express е софтуер, съвместим със SATA, но като носещ интерфейс се използва PCI Express. В структурно отношение той се състои от два SATA порта, разположени един до друг по дължина, което позволява да се използват както SATA запаметяващи устройства, така и директни запаметяващи устройства, които първоначално поддържат SATA Express. В този случай скоростта на предаване на данни достига 8 Gb/s в случай на използване на един конектор и 16 Gb/s, ако се използват и двата SATA Express конектора.
- Предполага се, че U.2 (SFF-8639) конектор ще дойде на мястото на SATA Express, който осигурява 4 линии PCI Express 3.0. [4]
- µSSD (micro SSD) е BGA интерфейс за свързване на миниатюрни вградени запаметяващи устройства.

### Външен SATA (External SATA, eSATA)
External SATA (eSATA) е интерфейс за свързване на външни устройства, който поддържа режим на „гореща замяна“. Създаден е малко по-късно от SATA (средата на 2004 г.).

#### Основни особености
- Съединителите са по-малко крехки и са конструктивно проектирани за по-голям брой връзки от SATA, но са физически несъвместими с обикновените SATA, добавено е екраниране на конектора.
- Необходими са два проводника за свързване: шина за данни и захранващ кабел (в комбинирани USB/eSATA портове, eSATAp отделен захранващ кабел за външни устройства eSATA е елиминиран).
- Дължината на кабела е увеличена до 2 m (в сравнение с 1 метър за SATA), за да се компенсират загубите са изменени нив̀ата на сигналите (нивото на предаване е увеличено, а нивото на прага на приемника е намалено).
- Средната практическа скорост на предаване на даннн е по-бърза от USB 2.0 или IEEE 1394.
- Сигнално SATA и eSATA са съвместими, но използват различни нива на сигнала.

### Външно захранване SATA (Power Over eSATA, eSATAp)
Първоначално eSATA прехвърля само данни. За захранването трябва да се използва отделен кабел. През 2008 г. Международната организация Serial ATA обявява разработването на нов тип гнездо eSATA, който съвместява гнездото eSATA с гнездо USB 2.0 тип A. Новият тип конектор се нарича Power Over eSATA (eSATAp). През 2009 г. се появяват първите продукти, използващи новия конектор. Този конектор позволява използването на Power Over eSATA кабел за свързване на запаметеващи устройства SATA без допълнителни адаптери за захранването им.
В структурно отношение съединителят е направен като комбинация от гнезда USB 2.0 тип A и eSATA. Захранване 5 V се доставя от щифтовете на USB конектора. Някои твърди дискове изискват не само +5 V, но и +12 V мощност. Затова по-късно към конектора са добавени допълнителни контакти с напрежение 12 V. Някои производители го наричат eSATApd (което означава двойна мощност).
Дизайнът на конектора обаче не е стандартизиран от никого. Както USB IF, така и Международната организация Serial ATA не са пуснали никакви разпоредби относно тази опция за конектор. Следователно, въпреки техническата съвместимост на гнездото eSATAp с щепселите USB и eSATA, то формално не е стандартно.

## Мини SATA (mSATA)
Mini-SATA е форм-фактор на твърдотелни дискове с размери 50,95 х 30 х 3 mm, обявен от Международната организация за сериални ATA на 21 септември 2009 г. Поддържа лаптопи и други устройства, които изискват малки SSD дискове. MSATA конекторът е подобен на PCI Express Mini Card, те са електрически съвместими, но изискват превключване на някои сигнали към съответния контролер.

## Серийно прикачен SCSI (SAS)
Серийно прикаченият интерфейс SCSI (Serial Attached SCSI, SAS) осигурява включвание по физическому интерфейсфизически интерфейс, подобен на SATA за устройства, контролирани от командния набор SCSI. Притежавайки обратна съвместимост със SATA, това позволява да се свързват чрез този интерфейс всякакви устройства, контролирани от командния набор SCSI – не само твърди дискове, но и скенери, принтери и др. В сравнение със SATA, SAS осигурява по-напреднала топология, позволяваща паралелна връзка на едно устройство на два или повече канала. Поддържат се и разширители на шината, които позволяват да се свържат множество SAS устройства към един и същи порт.

## Преходници между SATA и IDE
Има платки, които позволяват да се свързват устройства SATA към IDE конектори и обратно. Това са активни устройства (които всъщност симулират устройство и контролер в една микросхема). Такива устройства изискват захранване (обикновено 5 или 12 волта) и са свързани към конекторите от серията Molex 8981.